# Tarjeta SIM

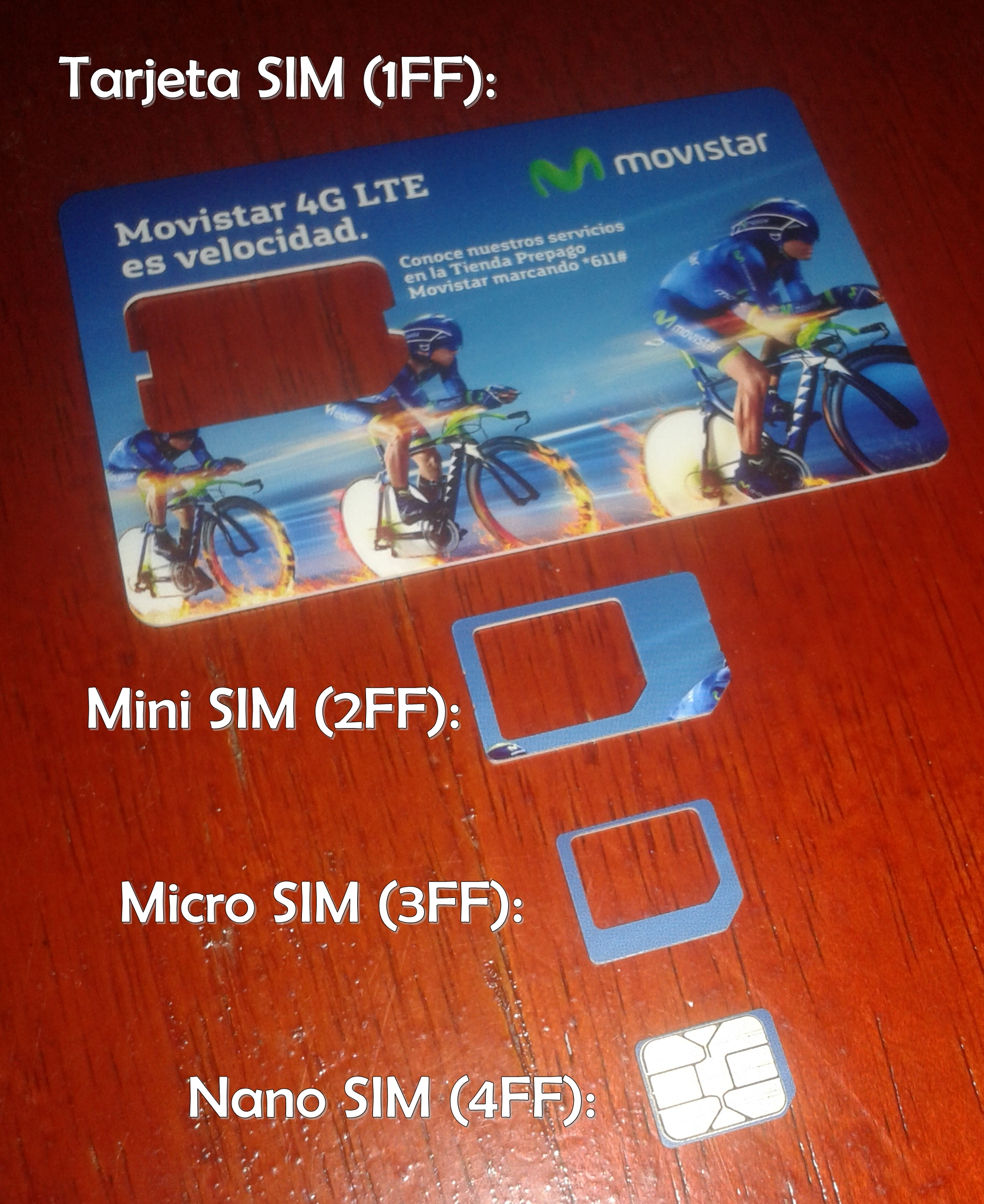
Tarjeta SIM 4G-LTEœ de Movistar Colombia disponible en varios tamaños. De mayor a menor tamaño Tarjeta SIM, Mini-SIM, Micro-SIM y Nano SIM.

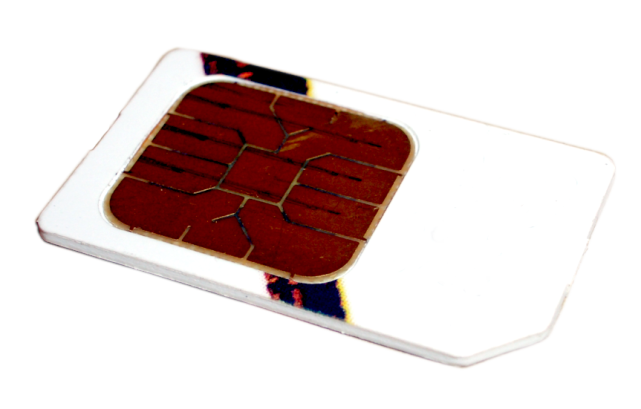
Una tarjeta SIM.

Una tarjeta SIM (acrónimo inglés de Subscriber Identity Module, ó Módulo de Identidad del Suscriptor) es una tarjeta inteligente removible usada en teléfonos móviles  y módems HSPA o LTE que se conectan al dispositivo via ranura lectora o lector SIM. Las tarjetas SIM guardan de modo seguro la clave de servicio del suscriptor usada para identificarse en la red, y así cambiar la suscripción del cliente de un terminal a otro, sólo cambiando la tarjeta.
Se comercializan en 4 tamaños normalizados: SIM (85.6mm × 53.98mm × 0.76 mm), Mini-SIM (25mm x 15mm x 0.76mm), Micro-SIM (15mm x 12mm x 0.76mm), Nano-SIM (12.3mm × 8.8mm × 0.67mm).
El uso de la tarjeta SIM es obligatorio en redes GSM. Su equivalente en redes UMTS es USIM o UICC (Universal Integrated Circuit Card, o Tarjeta Universal de Circuito Integrado), siendo más popular el RUIM (Removable User Identify Module, ‘Módulo Removible de Identidad de Usuario’) en teléfonos CDMA.
También se la llama simplemente chip.

## Capacidad de almacenamiento

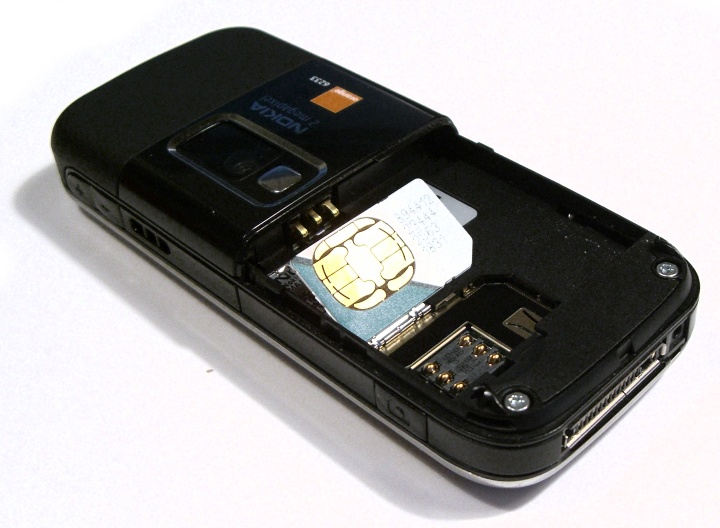
Una tarjeta SIM al lado de sus contactos eléctricos en un Nokia 6233.

La típica tarjeta SIM de bajo costo (solo GSM 11.11) tiene poca memoria, 2-3 KB según describe la especificación (directorio telefónico, APN para acceso a Internet y poco más). Este espacio de almacenamiento es usado directamente por el teléfono. El segmento de mercado de las tarjetas SIM de bajo costo está en constante declive.
Las tarjetas SIM con aplicaciones adicionales (GSM 11.14) están disponibles con muchas capacidades de almacenamiento diferente. Tarjetas SIM menores, de 32 KB y 16 KB, son las dominantes en zonas con redes GSM menos desarrolladas. También existen las tarjetas Large Memory SIM (SIM de memoria expandida), con capacidades del orden de 128 a 512 kilobytes.

## Interfaz
Normativas para los contactos
El conector tiene ocho contactos metálicos visibles y debidamente estandarizados, que establecen contacto al insertar la tarjeta en la ranura del lector. A través de estos contactos, el lector alimenta eléctricamente a la tarjeta y transmite los datos oportunos para operar con ella conforme al estándar.
 1.  VCC (alimentación)    5.  GND (tierra) 

 2.  RST (reset)              6.  SWP 

 3.  CLK (clock)              7.  I/O (Input/Output) 

 4.  D+(USB inter-Chip)    8.  D-(USB inter-Chip)]] 

La serie de estándares ISO/IEC 7816 e ISO/IEC 7810 define:
- La forma física (parte 1)
- La posición de las formas de los conectores eléctricos (parte 2)
- Las características eléctricas (parte 3)
- Los protocolos de comunicación (parte 3)
- El formato de los comandos (ADPU s) enviados a la tarjeta y las respuestas devueltas por la misma
- La dureza de la tarjeta
- La funcionalidad

Durante mucho tiempo (desde que la tensión VPP-C6 pasó a ser de 5V), sólo se utilizaron cinco contactos para la implementación de la interfaz ISA (parte 2 de la ISO / IEC 7816). La aplicación de nuevas interfaces (opcional), implica el uso de los contactos C4 y C8, así como un cambio en el uso del C6.

Actual norma ISA/IEC 7810 de una tarjeta inteligente 4G LTE

Antigua norma ISA/IEC 7810 de una tarjeta inteligente

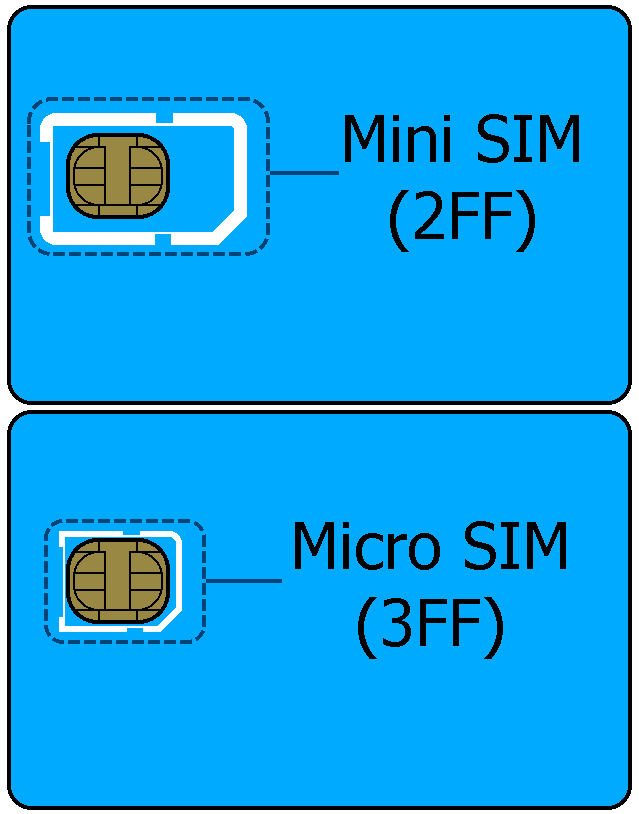
Líneas de corte de tarjeta Micro SIM y tarjeta Mini Sim.

La interfaz USB (elegida como interfaz de alta velocidad) utiliza los contactos C4 y C8; esta interfaz está definida en la norma ETSI TS 102 600.
El contacto C6 se utiliza para conectar a un módulo de contacto que permite el acceso a los servicios sin importar la forma de la tecnología NFC (emulación de la tarjeta, el lector y el peer to peer) para hacer frente a aplicaciones de transporte, de pago, lectura de etiquetas RFID y el intercambio de datos (P2P). La interfaz con el módulo sin contacto se define en la norma ETSI TS 102 613 (SWP) y ETSI TS 102 622 (HCl).
Protocolos
El protocolo utilizado originalmente en la tarjeta SIM es el protocolo básico de la tarjeta inteligente de protocolo T = 0. Las principales características de este protocolo son:
- Asíncrono
- Carácter dispositivo
- Semidúplex

Dos nuevos protocolos se añadieron en 2006 y 2007:
- USB IC (Inter-Chip) presenta las características de rendimiento de máxima velocidad del USB (12 Mb/s semidúplex), quedando definido en la norma ETSI TS 102 600. Sin embargo, la interfaz eléctrica ha sido adaptada para un equipo de comunicación de corta distancia para reducir la energía requerida para la interfaz física. Hay tres clases disponibles para la interfaz USB:
  -  ICCD (Integrated Circuit Card Dispositive)  puede emular la interfaz histórica y el transporte de información de acuerdo con la norma ISO/IEC 7816-4,
  -  Mass storage  permite emular un disco o una llave de memoria flash,
  -  EEM (Ethernet Emulation Mode)  permite el transporte de paquetes IP y por tanto compatible con los protocolos como TCP/IP o UDP/IP;

- SWP (Single Wire Protocol) está definido en el estándar ETSI TS 102 613 y ETSI TS 102 622 y funciona con las siguientes características:
  - Dúplex
  - Hasta 1.6 Mb/s
  - Transmisión de paquetes (orientado a bit)

## Formatos

tarjeta SIM estándar (1FF), Mini Sim (2FF), Micro SIM (3FF) y Nano SIM (4FF)

Las tarjetas SIM están disponibles en cuatro tamaños. El primero es similar al de una tarjeta de crédito (85,60 × 53,98 × 0,76 mm). El segundo y más popular mide 25 × 15 × 0,76 mm. El tercero, conocido como micro-SIM, tiene unas dimensiones de 15 × 12 × 0.76 mm y el último y más reciente, la nano-SIM, sus medidas son de 12.3 × 8.8 × 0.7 mm, un 40% más pequeña que una micro-SIM y evidentemente una reducción del tamaño comporta que se pueda utilizar en terminales muy finos, como el iPhone 5, el Microsoft Lumia 830 o la gama de los Sony Xperia.
Los primeros en aparecer fue el tamaño completo y es del tamaño de una tarjeta de crédito (85.60 mm × 53.98 mm × 0.76 mm). Una versión más reciente, más popular, tiene el mismo grosor pero tiene un ancho de 15 mm y 25 mm de longitud y tiene una de sus esquinas truncadas (biseladas) para evitar su mala inserción. La más reciente, conocida como micro-SIM o 3FF, tiene dimensiones de 15 x 12 mm.
La tarjeta mini-SIM tiene la misma disposición contacto que la tarjeta SIM de tamaño completo y normalmente se suministra en un portador de tarjetas de tamaño completo, conectado por una serie de piezas de vinculación. Este arreglo (definido en la norma ISO/IEC 7810 como ID-1/000) permite que dicha tarjeta sea utilizada en un dispositivo que requiera una tarjeta de tamaño completo, o bien para ser utilizado en un dispositivo que requiera una tarjeta SIM mini tras romperse limpiamente las uniones existentes en el contorno de una tarjeta mini-SIM.
Para su uso en dispositivos incluso más pequeños, las tarjetas 3FF o micro-SIM tienen las mismas disposiciones de espesor y contactos, pero la longitud y anchura mayor se reducen a 15 x 12 mm. Las especificaciones de la tarjeta de 3FF o micro-SIM también incluyen funcionalidades adicionales, además de cambiar el tamaño de la tarjeta física. 
| Tarjeta SIM     | Estándar                          | Largo (mm) | Ancho (mm) | Espesor (mm) |
| --------------- | --------------------------------- | ---------- | ---------- | ------------ |
| Tamaño completo | ISO/IEC 7810:2003, ID-1           | 85.60      | 53.98      | 0.76         |
| Mini-SIM        | ISO/IEC 7810:2003, ID-000         | 25.00      | 15.00      | 0.76         |
| Micro-SIM       | ETSI TS 102 221 V9.0.0, Mini-UICC | 15.00      | 12.00      | 0.76         |
| Nano-SIM        | ETSI TS 102 221 V11.0.0           | 12.30      | 8.80       | 0.67         |
| Embedded-SIM    | JEDEC Design Guide 4.8, SON-8     | 6.00       | 5.00       | <1.0         |

### Micro-SIM
La tarjeta micro-SIM es una versión reducida de las tarjetas SIM usadas entre otros dispositivos en los teléfonos GSM. Las micro-SIM han sido usadas durante años en aparatos electrónicos, como medidores de potencia, como partes no removibles del dispositivo. El tamaño de una micro-SIM es 12 x 15 x 0,76 mm.
Las especificaciones de las tarjetas micro-SIM quedan recogidas en la norma ISO 7816. Al lado tenemos una imagen de la nueva Mini UICC, como se denomina. La parte roja es la tarjeta SIM actual, más pequeña que la tarjeta mini-SIM utilizada en la mayoría de los teléfonos GSM actuales. La Mini SIM tiene las mismas características digitales que una SIM ordinaria, lo que cambia son sus medidas.
Las Micro-SIM fueron mencionadas en diciembre de 1998, en el festival 3GPP SMG9 UMTS  el cual es el estándar de una  tarjeta SIM.
Un ejemplo de dispositivo que utiliza tarjetas micro-SIM es el Apple iPad en sus diferentes versiones con tecnología 3G. Así mismo, el iPhone en su versión 4 y 4S utiliza el mismo tipo de SIM, así como el nokia n9.
Lok8u y T-Mobile anunciaron durante el International CES 2010 de Las Vegas que serían los primeros en llevar la tecnología de las tarjetas SIM Micro Third-Form-Factor (3FF) a los dispositivos (M2M / Machine to Machine) con una línea de dispositivos GPS portátiles.
Aunque el iPad fue puesto en venta 'Libre' para poder ser utilizado con cualquier operador; aun así, es necesario conseguir un micro-SIM. Por lo tanto, cualquiera que deseara utilizar un iPad con la tecnología 3G necesitaría contratar un plan de datos con alguna operadora de telefonía móvil que fabricara micro-SIM. Sin embargo, es posible modificar físicamente una SIM Ordinaria, y adaptarla para que pueda ser utilizada en el iPad o bien en el iPhone 4.
El Samsung Galaxy S III, el Samsung Galaxy S IV y el Samsung Galaxy Note II utilizan tarjeta micro-SIM.
El Nexus 4 y el Nexus 5 también utiliza(ba)n tarjeta micro-SIM.

Los Equipos Nokia Lumia 800 y Nokia Lumia 900 también utiliza(ba)n Tarjeta micro-SIM.

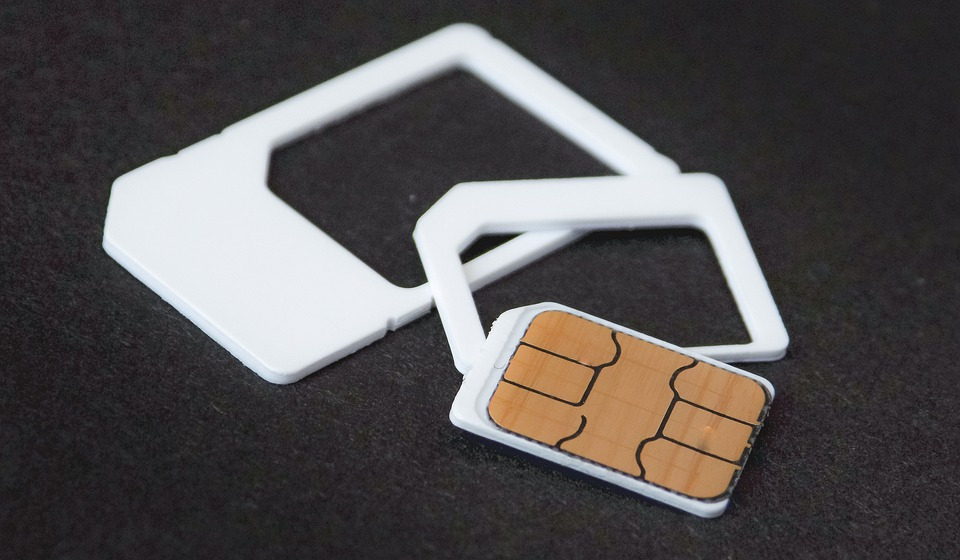
Formatos que posee una tarjeta sim

 La nueva BlackBerry Z 10 en 2013 también utiliza(ba) tarjeta micro-SIM.
 El Motorola Moto G usa(ba) en 2013 micro-SIM.

### Nano-SIM
El iPhone 5 y el Nokia Lumia 830 usan una nueva tecnología de tarjeta SIM, más pequeña que la micro-SIM, denominada nano-SIM.

### SIM embebida (e-SIM)
La nueva generación de tarjetas SIM se denomina SIM embebida, e-SIM o eSIM (del inglés embedded SIM), que es un chip no reemplazable en un empaquetado SON-8 que puede estar soldada directamente a la placa base de un dispositivo. Tienen la capacidad de ser utilizadas en aplicaciones máquina a máquina (M2M) así como de aprovisionamiento de SIM remota.

## Firmware
El firmware para tarjetas SIM son principalmente dos:
- Nativos: firmware propietario y específico del vendedor (correspondiendo típicamente con el segmento de mercado de bajo coste);
- Basados en Java: tienen la ventaja de ser independientes del hardware e interoperables.

## Datos

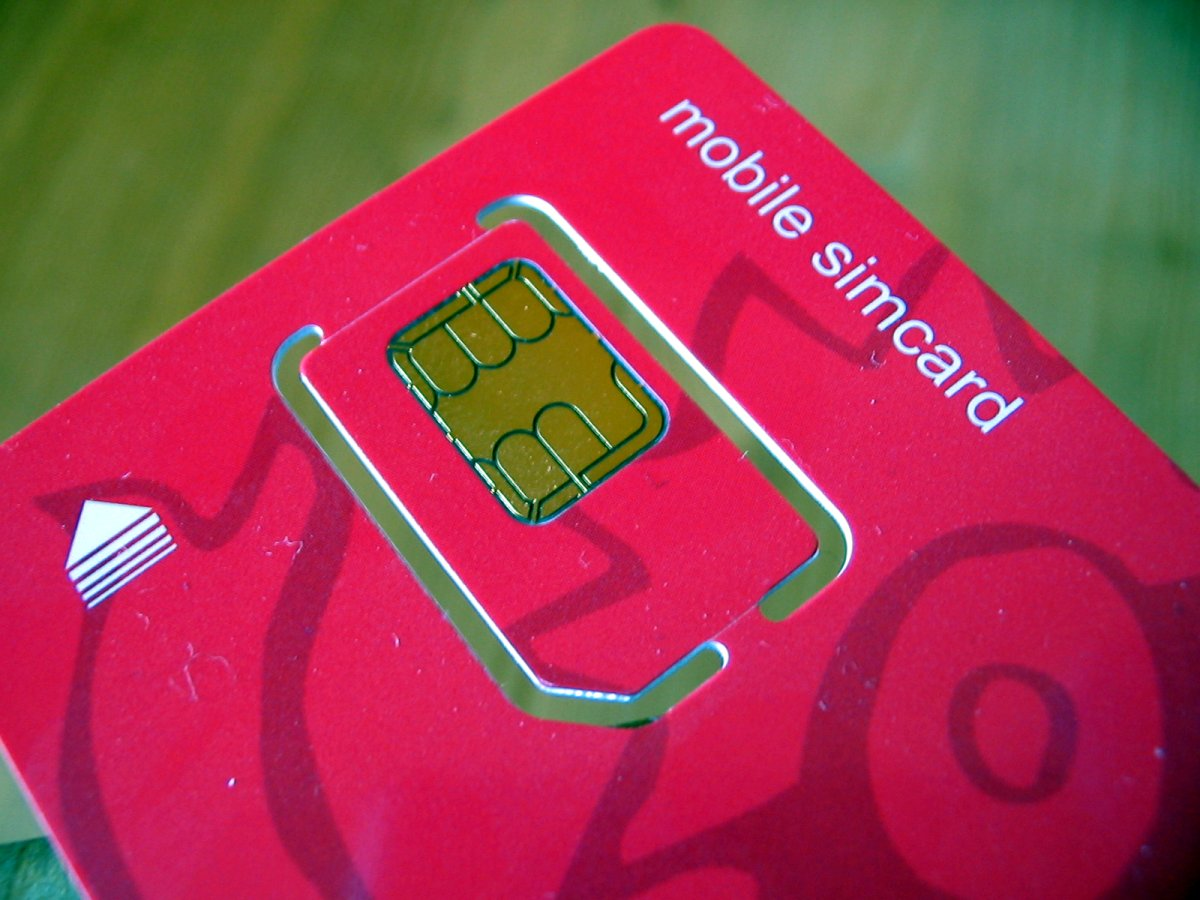
Tarjeta SIM estándar (1FF)

Las tarjetas SIM almacenan información específica de la red usada para autenticar e identificar a los suscriptores en ella, siendo la más importante el ICC-ID, el IMSI, la clave de autenticación (Ki) y la identificación de área local (LAI). La tarjeta SIM también almacena otros datos específicos del operador como el número del SMSC (centro de servicio de mensajes cortos), el nombre del proveedor de servicio (SPN), los números de servicio de marcado (SDN) y las aplicaciones de servicios de valor añadido (VAS). Las correspondientes descripciones están disponibles en la especificación GSM 11.11.

### ICCID
Cada SIM se identifica internacionalmente por su ICC-ID (en inglés) (Integrated Circuit Card ID, ‘Identificador Internacional de la Tarjeta de Circuitos’). Los ICCIDs se almacenan en las tarjetas SIM y también se graban o imprimen sobre el cuerpo de plástico de las mismas en un proceso de personalización. El ICCID es un número de identificación único de 19 o 20 dígitos.

### IMSI
Las tarjetas SIM se identifican en sus redes móviles individuales mediante un IMSI (International Mobile Subscriber Identify, ‘Identidad Internacional del Suscriptor Móvil’) único. Los operadores de telefonía móvil conectan las llamadas a teléfonos móviles y se comunican con sus tarjetas SIM comercializadas usando su IMSI.

### Clave de autenticación (Ki)
La clave de autenticación (Ki, Authentication key) es un valor de 16 bytes usado para autenticar las tarjetas SIM en la red móvil. Cada tarjeta SIM tiene una Ki única asignada por el operador durante el proceso de personalización. La Ki también se almacena en una base de datos específica llamada AuC (acrónimo de Authentication Center) que está implementada como parte integral de la HLR (acrónimo de Home Location Register) de la red del operador.

## Conexión a red claro autenticación

### Identificación de área local
La tarjeta SIM almacena información del estado de la red que se envía desde la misma, como la identificación de área local (Location Area Identity, LAI). Las redes de los operadores están divididas en áreas locales, cada una de las cuales tiene un número LAI único. Cuando el terminal móvil cambia su ubicación de un área local a otra almacena su nuevo LAI en la tarjeta SIM y la envía al operador para informar a la red de su nueva localización. Si el terminal se apaga y se vuelve a encender, recuperará la información de la tarjeta SIM y buscará la LAI en la que estaba. Esto ahorra tiempo al evitar tener que buscar toda la lista completa de frecuencia como se haría por defecto.

#### Proceso de autenticación
1. Cuando el teléfono se enciende envía su IMSI al operador de la red solicitando acceso y autenticación.
2. El operador de la red busca en su base de datos el IMSI y la clave de autenticación (Ki) relacionada.
3. El operador de la red genera un número aleatorio (RAND) y lo firma con la Ki de la SIM, generando así un número conocido como SRES_1 (Signed Response 1, ‘Respuesta Firmada 1’).
4. El operador de la red envía RAND al móvil cliente, el cual lo pasa a la tarjeta SIM. La tarjeta SIM firma el RAND con su Ki y envía el resultado (SRES_2) de vuelta al operador de la red.
5. El operador de la red compara su SRES_1 con el SRES_2 generado por la tarjeta SIM. Si los dos números coinciden, la SIM es autenticada y se le concede acceso a la red.

El algoritmo criptográfico usado en el estándar GSM para calcular el SRES_2 tiene un punto débil, permitiendo la extracción de la Ki de la tarjeta SIM y permitiendo elaborar duplicados (clones) de la misma.

## Clonación
La clonación SIM consiste en duplicar la tarjeta SIM (es decir, tener el mismo número de teléfono en dos tarjetas).
Se debe introducir una tarjeta SIM en el móvil para que se conecte a la red, excepto para llamadas básicas de emergencia, para identificación, para realizar llamadas, acceder a Internet o utilizar otros servicios de pago.

## MultiSIM
Hay teléfonos y módems USB que admiten dos, tres o más tarjetas SIM. Por eso se pueden utilizar simultáneamente con dos, tres o más números de teléfono diferentes, incluso de operadoras distintas, al mismo tiempo.
Su interfaz permite elegir con cuál de los dos números se prefiere navegar, llamar o enviar mensajes. Y se puede configurar si se desea estar disponible en ambos números, si se prefiere no recibir llamadas o no enviar datos provisionalmente en uno de ellos o si se desea navegar por Internet con los dos o más simultáneamente (por ejemplo, para que uno de ellos sea utilizado como enlace de subida y el otro de bajada).
Por otro lado, existe la posibilidad de utilizar adaptores multiSIM, que te permite instalar dos o más tarjetas SIM en un mismo teléfono móvil o módem USB, que posee sólo una ranura.

## SIM con NFC
Cada vez es más habitual que las tarjetas SIM integren tecnología NFC, en las que no hace falta cambiar de móvil para utilizar NFC. Funciona tanto con los smartphones, como con los móviles tradicionales.

## Peculiaridades locales

### Japón
El sistema PDC de Japón también específica el uso de una tarjeta SIM, pero nunca ha sido lanzado comercialmente. La especificación de la interfaz entre el equipo móvil (ME) y la tarjeta SIM se da en el RCR STD-27 anexo 4.

### Finlandia
En julio de 2005, el gobierno finlandés anunció que un «Certificado Ciudadano» (una identidad electrónica incluida en una tarjeta SIM) estaría disponible para cualquier persona residente en Finlandia antes de finales de año, permitiendo que los usuarios de teléfonos móviles accedieran a servicios electrónicos seguros en movilidad. El Certificado Ciudadano puede ser descrito como «básicamente una tarjeta de identidad electrónica que será compatible con varios dispositivos hardware, como teléfonos móviles, PDAs, ordenadores personales, receptores de televisión digital y quioscos web públicos».